# 博韦男爵夫人
卡特琳-亨丽埃特·贝利耶，博韦男爵夫人（法語：Catherine-Henriette Bellier，Baronne de Beauvais，1614年？月？日—1689年6月7日），法国王太后安娜的侍女，教导法国国王路易十四的性启蒙者，在她年老离开宫廷时，路易十四还专门给她发了一笔养老金。